# Verneuil (Charente)
Verneuil è un comune francese di 103 abitanti situato nel dipartimento della Charente, nella regione della Nuova Aquitania.

## Società

### Evoluzione demografica
Abitanti censiti